# ألبونيانو
ألبونيانو (بالإيطالية: Albugnano)‏ هي بلدة وبلدية في مقاطعة أستي في إقليم بييمونتي في الإيطالي.

## السكان
تطور النمو السكاني لـ ألبونيانو